# Соневицький Михайло-Ярослав Климентійович
д-р Михайло-Ярослав Климентійович Соневицький (22 квітня 1892, с. Гадинківці — 30 листопада 1975, Нью-Йорк) — український класичний філолог, дійсний член НТШ (з 1954), професор Українського католицького університету в Римі. Доктор філософії (1923).

## Біографія
Народився в с. Гадинківцях Гусятинського повіту (Королівство Галичини та Володимирії, Австро-Угорщина) в сім'ї греко-католицького священника о. Климентія Соневицького та його дружини Марії (до шлюбу Авиковська[джерело?]). Батько тільки рік перед народженням сина, тобто в 1891 р., став парохом цього села.
Закінчив Віденський університет. Викладач греки і латини в українських гімназіях у Галичині (Городенка, Чортків, Станиславів, Тернопіль, Львів, Криниця), у гімназіях Відня і Мюнхена, в Греко-Католицькій Богословській Академії (1934—1944) і Львівському Університеті (1939—1941). З 1944 року на еміграції в Німеччині і (з 1950) у США, де й помер (в Нью-Йорку).
Дружина — хорова диригентка та громадська діячка Ольга Ласовська. Діти:
- Ігор (1926—2006) — композитор, диригент, педагог.
- Леонід (1922—1966) — історик.
- Ростислав (1931-1995) - економіст

## Родина
Батько, о. Климентій Соневицький (1858—1928) — український релігійний та просвітній діяч. Рукоположений в сан священника у 1883 році. У 1891—1928 роках був парохом села Гадинківці. Голова читальні у цьому селі; головував на вічах, зокрема в часі сільського селянського страйку 1902 року, боротьби за виборчу реформу та передвиборчих змагань. З його ініціативи в 1909 році розпочали будівництво нового кам'яного храму на честь Різдва Пресвятої Богородиці, яке завершили 1913 року.

## Доробок
Автор праць про мову Цицерона й Новаціяна, «Франкові переклади з античних літератур» (ЗНТШ, т. 161), «Історія грецької літератури. І. Рання доба» (1970) та популярних ст. про вплив античної культури на сучасність; оповідання для молоді на теми античності: «Пригоди Одіссея» (1918), «Мирмідонський лицар» (1936), «Гомін давноминулих днів» (1938) тощо. Також у 1930-х рр. на запрошення свого земляка і друга Василя Сімовича друкував статті на теми античності і її значення для сучасності в журналі «Життя і знання».
Михайло Соневицький переклав українською мовою чимало першорядних античних авторів, зокрема фрагменти Геракліта, поезії Сапфо, твори Геродота, всі діалоги Платона, «Анабазис» Ксенофонта. Значна частина перекладацького доробку Соневицького, зокрема переклади діалогів Платона, була втрачена під час пожежі 1945 року.

## Праці
- Історія грецької літератури. Том 1. Рання доба. — Рим: Український католицький університет ім. Св. Климента папи, 1970. — 383 с.
- Історія грецької літератури. Том 2. — Рим: Український католицький університет ім. Св. Климента папи, 1977. — 383 с.
- Франкові переклади з античних літератур // Записки Наукового товариства імені Шевченка. — Т. 161.
- Пригоди Одіссея. — 1918.
- Мирмідонський лицар. — 1936.
- Гомін давноминулих днів. — 1938.
- Ксенофонт. Анабазис. Перекл. Михайла Соневицького. – Нью-Йорк: Наукове Товариство ім. Шевченка, 1986. – 237 с.
- Спогади старого педагога. — Львів: Наукове товариство ім. Шевченка, 2001.